# Rosa Manus
Rosette Susanna (Rosa) Manus ( Ámsterdam, 20 de agosto de 1881 - Bernburg, probablemente marzo de 1942 ) fue una activista feminista pacifista neerlandesa defensora  del sufragio femenino y los derechos de las mujeres. Fue cofundadora de la Liga Internacional de Mujeres por la Paz y la Libertad, vicepresidenta de la Alianza Internacional de Mujeres y fundadora y presidenta de los Archivos Internacionales para el Movimiento de Mujeres (IAV). Fue arrestada por su activismo y deportada a Alemania por los nazis.

## Biografía

### Lucha por el sufragio femenino y la paz
Manus provenía de una próspera familia judía burguesa. Su padre Philip Manus era comerciante de tabaco, su madre fue Soete Vita Israel. Rosa fue la segunda de siete hermanos y creció en un ambiente judío liberal acomodado. Desde temprana edad añoraba la independencia, la educación y el empleo remunerado, aspiraciones que no tenían lugar en el entorno en el que creció. Incluso su deseo de convertirse en enfermera no fue respaldado. En su lugar, asumió la filantropía y se sentó en varios comités de caridad. En 1908, durante el Congreso de la Alianza Internacional de Mujeres (IWSA), conoció a Aletta Jacobs y Carrie Chapman Catt, con quienes entabló amistad. Debido a su talento organizativo, buenas habilidades sociales y habilidades lingüísticas, resultó ser una muy buena red de contactos. Formaba parte de la junta de, entre otros, Vereeniging voor Vrouwenkiesrecht, posteriormente Vereeniging van Staatsburgeressen, Alianza Internacional de Mujeres y la Liga Internacional de Mujeres por la Paz y la Libertad. 
En 1913, Manus organizó la exposición ' De Vrouw 1813-1913 ' con Mia Boissevain que retrataba la vida de las mujeres holandesas y en 1915 con Aletta Jacobs y Boissevain el Congreso Internacional de Mujeres, que reunió a mujeres de países en guerra y países neutrales. En 1923, Manus acompañó a Chapman Catt en un viaje al extranjero, durante el cual fueron testigos del surgimiento del fascismo en Roma y también visitaron Viena, Budapest y Checoslovaquia. En 1926 se convirtió en Secretaria del Comité de Paz de la Alianza Internacional de Mujeres (anteriormente IWSA), y se convirtió en Vicepresidenta más tarde ese mismo año. 
En 1932, como activista por la paz, recolectó más de 8 millones de firmas de mujeres de 56 países. Fue coorganizadora del Rassemblement Universel pour la Paix en 1936, una conferencia de organizaciones de paz que tenía como objetivo la reunión de tantos países como fuera posible como protesta contra la guerra y el fascismo . 

### Archivos Internacionales para el Movimiento de Mujeres
Con Johanna Naber y Willemijn Posthumus-van der Goot, fundó los Archivos Internacionales para el Movimiento de Mujeres (IAV) en 1935 cuyo objetivo era promover el conocimiento y el estudio científico del movimiento de mujeres y ser un centro para recolectar y preservar el patrimonio cultural de la mujer. El archivo se cerró unas semanas después de la invasión alemana en 1940, después de lo cual su contenido fue transferido a Berlín en julio de 1940. Durante mucho tiempo no estuvo claro qué había sucedido con el IAV, hasta que un historiador holandés descubrió en 1992 los descubrió en un archivo secreto en Moscú. En 2003 fue transferido a Ámsterdam.

### Pacifista e izquierdista

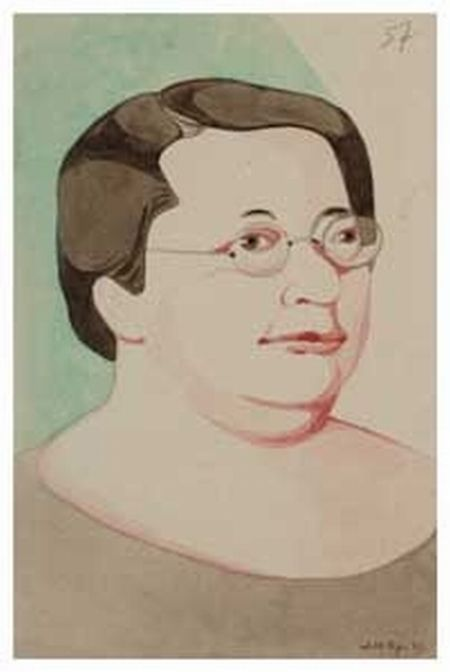
Rosa Manus de "JH Sp." (Jacobus Hendrikus 'Koos' Speenhoff (1869-1945)). Colección Atria.

En 1936, como asistente del diplomático británico lord Robert Cecil (quien recibió el Premio Nobel de la Paz en 1937), fue prominente en el Congrès du Rassemblement Universel pour la Paix, en Bruselas. Esto le hizo ganar una reputación de izquierdista, que, según la enciclopedia de mujeres judías, no era bien recibida en las organizaciones feministas de la época. El objetivo en esos días, tanto a nivel nacional como internacional, era dar una impresión neutral, no demasiado judía y no demasiado izquierdista. Según esta biografía Manus se retiró del movimiento feminista nacional holandés, enojada por el silencio del movimiento y su negativa a reconocer la difícil posición de los judíos.

### Guerra
Rosa Manus fue arrestada entre el 10 y el 14 de agosto de 1941 y deportada a Alemania. Fue encarcelada en la prisión en Scheveningen y más tarde en octubre de 1941 fue trasladada al campo de concentración de Ravensbrück . Su hermana recibió un certificado de defunción en junio de 1942 declarando que Manus había muerto allí el 29 de mayo, pero después de la guerra, la Cruz Roja declaró el 28 de abril de 1943 como fecha de defunción en un certificado de defunción. Esta última fecha se usa como la fecha oficial de fallecimiento, ya que los avisos de fallecimiento enviados por los nazis a menudo han resultado ser incorrectos. Sin embargo, en 2015, Myriam Everard aseguró en Historisch Nieuwsblad que en marzo de 1942 Rosa Manus probablemente fue gaseada en una institución para personas dementes en Bernburg.

## Archivo
El archivo de Rosa Manus se encuentra en Atria, el instituto del conocimiento para la emancipación y la historia de las mujeres en Ámsterdam. 